# 李謙 (唐朝)
李谦（?—?），唐朝皇子，《旧唐书》记载为唐德宗李适的第七子，生母不详。
大历十四年（779年）六月，李谦被父亲唐德宗封为资王，李谦去世之年不详。